# احمد القادری
احمد القادری (عربی: أحمد القادري؛ ۱۹۵۶ – ۳ سپتامبر ۲۰۲۰) یک سیاستمدار و مهندس کشاورزی اهل سوریه بود که از فوریه ۲۰۱۳ تا اوت ۲۰۲۰ وزارت کشاورزی و اصلاح زراعی این کشور را بر عهده داشت.
وی در ۳ سپتامبر ۲۰۲۰ در بیمارستان دانشگاه الاسد در دمشق بر اثر ابتلا به کرونا درگذشت و بنابراین اولین مقام دولتی سوریه بود که بر اثر پاندمی کرونا جان خود را از دست داده‌است.